# Юнацька збірна Нігерії з футболу (U-17)
Юнацька збі́рна Ніге́рії з футбо́лу — команда, яка складається з гравців віком до 17 років і представляє Нігерію на юнацькому чемпіонаті світу та юнацькому чемпіонаті Африки. Керівна організація — Федерація футболу Нігерії.

## Статистика

### Юнацький чемпіонат світу
| Юнацький чемпіонат світу | Юнацький чемпіонат світу | Юнацький чемпіонат світу | Юнацький чемпіонат світу | Юнацький чемпіонат світу | Юнацький чемпіонат світу | Юнацький чемпіонат світу | Юнацький чемпіонат світу | Юнацький чемпіонат світу |           |
| Рік                      | Раунд                    | Місце                    | І                        | В                        | Н                        | П                        | ГЗ                       | ГП                       |           |
| ------------------------ | ------------------------ | ------------------------ | ------------------------ | ------------------------ | ------------------------ | ------------------------ | ------------------------ | ------------------------ | --------- |
| 1985                     | Чемпіон                  | 1                        | 6                        | 5                        | 1                        | 0                        | 10                       | 2                        |           |
| 1987                     | Фіналіст                 | 2                        | 6                        | 3                        | 2                        | 1                        | 7                        | 5                        |           |
| 1989                     | Чвертьфіналіст           | 6                        | 4                        | 2                        | 2                        | 0                        | 7                        | 0                        |           |
| 1991                     | Не кваліфікувались       | Не кваліфікувались       | Не кваліфікувались       | Не кваліфікувались       | Не кваліфікувались       | Не кваліфікувались       | Не кваліфікувались       | Не кваліфікувались       |           |
| 1993                     | Чемпіон                  | 1                        | 6                        | 6                        | 0                        | 0                        | 20                       | 3                        |           |
| 1995                     | Чвертьфіналіст           | 7                        | 4                        | 2                        | 1                        | 1                        | 6                        | 4                        |           |
| 1997                     | Не кваліфікувались       | Не кваліфікувались       | Не кваліфікувались       | Не кваліфікувались       | Не кваліфікувались       | Не кваліфікувались       | Не кваліфікувались       | Не кваліфікувались       |           |
| 1999                     | Не кваліфікувались       | Не кваліфікувались       | Не кваліфікувались       | Не кваліфікувались       | Не кваліфікувались       | Не кваліфікувались       | Не кваліфікувались       | Не кваліфікувались       |           |
| 2001                     | Фіналіст                 | 2                        | 6                        | 5                        | 0                        | 1                        | 14                       | 5                        |           |
| 2003                     | Груповий етап            | 11                       | 3                        | 1                        | 1                        | 1                        | 3                        | 3                        |           |
| 2005                     | Не кваліфікувались       | Не кваліфікувались       | Не кваліфікувались       | Не кваліфікувались       | Не кваліфікувались       | Не кваліфікувались       | Не кваліфікувались       | Не кваліфікувались       |           |
| 2007                     | Чемпіон                  | 1                        | 7                        | 6                        | 1                        | 0                        | 16                       | 4                        |           |
| 2009                     | Фіналіст                 | 2                        | 7                        | 5                        | 1                        | 1                        | 17                       | 7                        |           |
| 2011                     | Не кваліфікувались       | Не кваліфікувались       | Не кваліфікувались       | Не кваліфікувались       | Не кваліфікувались       | Не кваліфікувались       | Не кваліфікувались       | Не кваліфікувались       |           |
| 2013                     | Чемпіон                  | 1                        | 7                        | 6                        | 1                        | 0                        | 26                       | 5                        |           |
| 2015                     | В процесі                | В процесі                | В процесі                | В процесі                | В процесі                | В процесі                | В процесі                | В процесі                | В процесі |
| Total                    | 10/15                    | 4 титули                 | 56                       | 41                       | 10                       | 5                        | 126                      | 38                       |           |

### Юнацький чемпіонат Африки
- 1995 — Фінал
- 1997 — Не кваліфікувались
- 1999 — Груповий етап
- 2001 — Переможець
- 2003 — 3 місце
- 2005 — Груповий етап
- 2007 — Переможець
- 2009 — Не кваліфікувались
- 2011 — Не кваліфікувались
- 2013 — Фінал